# Algebra
Algebra (ar. "al-jabr") er en gren af matematikken der kan beskrives som en generalisering og udvidelse af aritmetikken. Ved algebra forstås også "bogstavregning" og "læren om matematiske operationer".

## Oprindelse
Ordet algebra kommer af titlen på et afgørende værk om algebra skrevet af den persiske matematiker Al-Khwārizmī i 820 – værkets fulde titel var Al-Kitāb al-mukhtaṣar fi l-hisāb al-jabr wa’l-muqābalah (الكتاب المختصر في حساب الجبر والمقابلة), der betyder "Den grundige bog om udregning ved sammensætning og afbalancering". Bogen blev i middelalderen oversat til latin med titlen Liber algebrae et almucabala. Heri opsummerede og udvidede Al-Khwārizmī samtidens viden om algebraiske ligninger, idet han i særlig grad hentede inspiration hos den indiske matematiker Brahmagupta og den græske matematiker Diofant.

## Opdeling
Man kan lave en grov inddeling af algebra i disse felter:
- Elementær algebra hvor man ser på egenskaberne ved de reelle tal, hvor man regner symbolsk med bogstaver som repræsenterer tal, og hvor reglerne omkring matematiske udtryk og ligninger studeres.
- Abstrakt algebra hvor man ser på strukturer som legemer, grupper og ringe.
- Universel algebra hvor man ser på egenskaber der er fælles for alle algebraiske strukturer.
- Computeralgebra hvor man ser på algoritmer til symbolsk manipulation af matematiske elementer.

Den klassiske algebra beskæftigede sig særligt med løsningen af ligninger af {\displaystyle n}'te grad.
Algebraens fundamentalsætning udsiger, at når blot man anvender komplekse tal, har enhver sådan ligning (i én variabel) altid {\displaystyle n} løsninger (der dog ikke nødvendigvis er forskellige).